# Desholek Tsenpo
Desholek Tsenpo was de elfde tsenpo, ofwel koning van Tibet. Hij was een van de legendarische koningen en was de tweede van de zes aardse koningen met de naam Lek (50 v.Chr.-100 n.Chr).